# Schema f
Schema f ist der Name der ersten Frauenbibliothek der Schweiz, die 1976 ihren Anfang mit der Schenkung von 200 Büchern im Frauenzentrum Zürich in der Lavaterstrasse nahm und zunächst unter dem Begriff «frauenlesbenbibliothek» firmierte.

## Geschichte
Der Einrichtung einer spezifischen Bibliothek für frauenbezogene Themen lag der Gedanke zugrunde, dass die Arbeitsgruppen der Frauenbefreiungsbewegung (FBB) Zürich die für sie nötige Literatur dort finden sollten. Man zog zusammen im Jahr 1980 in die Mattengasse um, und bis zur vorläufigen Schliessung des Frauenzentrums im April 2008 wuchs der Bestand an frauenspezifischer Literatur auf rund 13'000 Bücher an, die dann zunächst für etwas mehr als 10 Jahre eingelagert werden mussten. Im September 2018 wurde wiedereröffnet zusammen mit einer Bibliothek aus dem Archiv der Zeitschrift Widerspruch unter dem Vereinsnamen bücherraum f in Oerlikon, mit dieser Bibliothek teilt man sich die Räume mit insgesamt 120 m² an Fläche.
Seit 1996 wurde der Name Schema f erweitert mit dem Claim: die bibliothek für freche frauen, fantasievolle feministinnen und furchtlose lesben. Sie wird getragen von Monika Zemp, Clara Zellweger, Monika Saxer, Francis Uhler und Nora Jäggi.

## Sammlungsschwerpunkte und Katalogisierung
Besonderes Merkmal der Frauenbibliothek ist die Verschlagwortung nach frauenspezifischen Gesichtspunkten, die insbesondere den Kampf um das Recht auf Abtreibung, Belästigung am Arbeitsplatz, Vergewaltigung, Rollenbilder, Kinderkrippen, Vertretung in der Politik, Coming Out oder Frauenbewegungen in der ganzen Welt thematisieren.

«…und in Buchhandlungen konnte es vorkommen, dass diese Bücher unter der Rubrik ‹Turnen und Sport› eingereiht waren.»

Im Themenfeld Frauengeschichte und Literatur aus Frauensicht konnte man folgendes sichern:
- vergriffene Bücher
- Bücher aus Eigenverlagen
- Abschlussarbeiten

sowie Broschüren von
- Lesbengruppen
- feministischen Organisationen
- und Gewerkschaften

Neben dem grossen Bestand an Büchern von, über und für Lesben, auch Lesbencomics und -gedichte, und den historischen Beständen bietet Schema f auch noch speziell die Bereiche Lesbenkrimis, Frauenkrimis und Literatur zu Kunst und Kultur von Frauen. An Medien findet man des Weiteren Videos, Musikkassetten, Protestknöpfe sowie eine Postkartensammlung, aber aus Platzmangel sind rund 200 Zeitschriften und die Plakatsammlung als Leihgabe im Schweizerischen Sozialarchiv in Zürich ausgelagert.